# Rävsagan

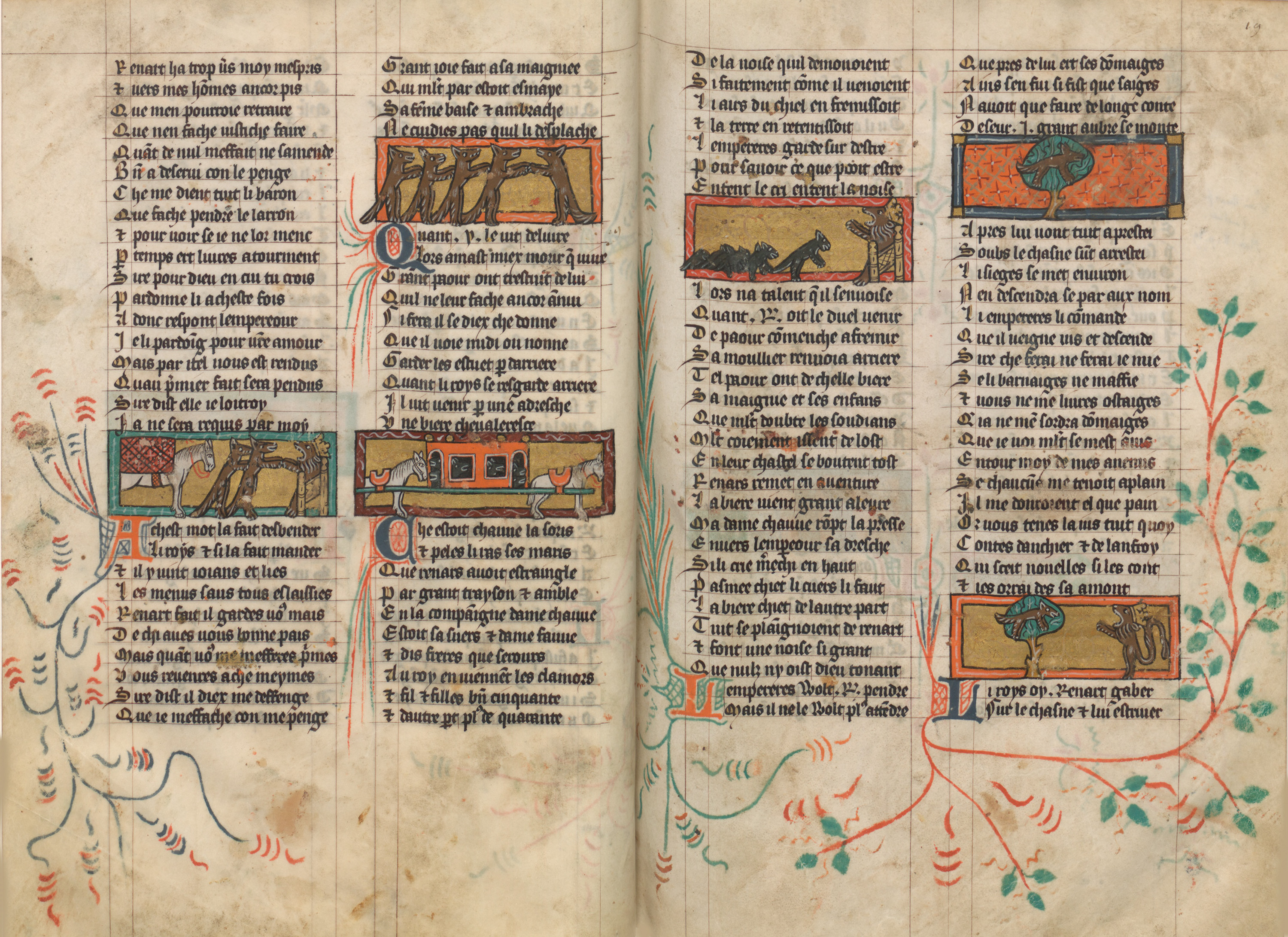
Den franska versionen Roman de Renart i ett manuskript på Bibliothèque nationale de France.

Rävsagan är en episk folksaga och fabel från medeltiden om en slug räv. Grundhandlingen är att olika djur framlägger sin sak inför Kung Lejons domstol. Sagan har tolkats både som furstespegel och parodi på medeltidens höviska diktning. Sagan förekommer i flera folkspråks-versioner.
En förlaga anses vara Ysengrimus (eller Isegrim) av magister Nivardus i Gent. Detta är en vargsaga på versmåttet distikon skriven på latin.
Den franska versionen, Pierre de Saint-Clouds Roman de Renart är från omkring 1175 och finns bevarad i handskrifter från 1200- och 1300-talen. Reinecke Fuchs (även Reineke Fuchs, Reinhart Fuchs och Reineke de Vos) är den tyska versionen från 1400-talet som i sin tur är en översättning av Reinaert de vos, den flamländska varianten från 1200-talet.
Reinecke Fuchs översattes till svenska 1621 av Sigfridus Aronus Forsius. År 1794 skrev Johann Wolfgang von Goethe en egen version av sagan. I Sverige utgav Hilding Andersson en ny version 1900.